# Gran Premio Impanis-Van Petegem 2018
La 8.ª edición de la clásica ciclista Primus Classic (nombre oficial: Primus Classic Impanis-Van Petegem) fue una carrera en Bélgica que se celebró el 15 de septiembre de 2018 sobre un recorrido de 193 kilómetros con inicio en el municipio de Brakel y final en el municipio de Haacht.
La carrera formó parte del UCI Europe Tour 2018, dentro de la categoría 1.HC.
La carrera fue ganada por el corredor neerlandés Taco van der Hoorn del equipo Roompot-Nederlandse Loterij, en segundo lugar Huub Duijn (Vérandas Willems-Crelan) y en tercer lugar Frederik Frison (Lotto Soudal).

## Equipos participantes
Tomaron parte en la carrera 21 equipos: 5 de categoría UCI WorldTeam; 10 de categoría Profesional Continental; 6 de categoría Continental. Formando así un pelotón de 144 ciclistas de los que acabaron 128. Los equipos participantes fueron:
| WorldTeams (5)- Lotto Soudal - Trek-Segafredo - Lotto NL-Jumbo - BMC Racing Team - Katusha-Alpecin Equipos continentales profesionales (10)- Direct Énergie - Hagens Berman Axeon - Israel Cycling Academy - Roompot-Nederlandse Loterij - Sport Vlaanderen-Baloise - Fortuneo-Samsic - Vérandas Willems-Crelan - Vital Concept - Wanty-Groupe Gobert - WB-Aqua Protect-Veranclassic Equipos continentales (6)- Cibel-Cebon - AGO-Aqua Service - Tarteletto-Isorex - T.Palm-Pôle Continental Wallon - Coop - Lviv |
| |

## Clasificación final
- Las clasificaciones finalizaron de la siguiente forma:[4]

| \| Clasificación general \| Clasificación general \| Clasificación general \| Clasificación general \| Clasificación general \| \| Ciclista \| Ciclista \| Equipo \| Tiempo \| \| \| --------------------- \| --------------------- \| --------------------------- \| --------------------- \| --------------------- \| \| 1.º \| Taco van der Hoorn \| Roompot-Nederlandse Loterij \| 4 h 27 min 24 s \| \| \| 2.º \| Huub Duijn \| Verandas Willems-Crelan \| + 0 s \| \| \| 3.º \| Frederik Frison \| Lotto-Soudal \| + 0 s \| \| \| 4.º \| Aimé De Gendt \| Sport Vlaanderen-Baloise \| + 0 s \| \| \| 5.º \| Ruben Guerreiro \| Trek-Segafredo \| + 3 s \| \| \| 6.º \| Timothy Dupont \| Wanty-Groupe Gobert \| + 6 s \| \| \| 7.º \| Lorrenzo Manzin \| Vital Concept \| + 6 s \| \| \| 8.º \| Jasper Philipsen \| Hagens Berman Axeon \| + 6 s \| \| \| 9.º \| Rui Oliveira \| Hagens Berman Axeon \| + 6 s \| \| \| 10.º \| August Jensen \| Israel Cycling Academy \| + 6 s \| \| |                    |                             |                 |
| |                    |                             |                 |
| Fuente: ProCyclingStats |                    |                             |                 |
| Clasificación general |                    |                             |                 |
| Ciclista | Ciclista           | Equipo                      | Tiempo          |
| 1.º | Taco van der Hoorn | Roompot-Nederlandse Loterij | 4 h 27 min 24 s |
| 2.º | Huub Duijn         | Verandas Willems-Crelan     | + 0 s           |
| 3.º | Frederik Frison    | Lotto-Soudal                | + 0 s           |
| 4.º | Aimé De Gendt      | Sport Vlaanderen-Baloise    | + 0 s           |
| 5.º | Ruben Guerreiro    | Trek-Segafredo              | + 3 s           |
| 6.º | Timothy Dupont     | Wanty-Groupe Gobert         | + 6 s           |
| 7.º | Lorrenzo Manzin    | Vital Concept               | + 6 s           |
| 8.º | Jasper Philipsen   | Hagens Berman Axeon         | + 6 s           |
| 9.º | Rui Oliveira       | Hagens Berman Axeon         | + 6 s           |
| 10.º | August Jensen      | Israel Cycling Academy      | + 6 s           |

## UCI World Ranking
La Primus Classic otorga puntos para el UCI Europe Tour 2018 y el UCI World Ranking, este último para corredores de los equipos en las categorías UCI WorldTeam, Profesional Continental y Equipos Continentales. La siguiente tabla muestra el baremo de puntuación y los 10 corredores que obtuvieron más puntos:
| Posición              | 1.º | 2.º | 3.º | 4.º | 5.º | 6.º | 7.º | 8.º | 9.º | 10.º | 11.º | 12.º | 13.º | 14.º | 15.º | 16.º-30.º | 31.º-40.º |
| Clasificación general | 200 | 150 | 125 | 100 | 85  | 70  | 60  | 50  | 40  | 35   | 30   | 25   | 20   | 15   | 10   | 5         | 3         |

| 1.º  | Taco van der Hoorn | Roompot-Nederlandse Loterij | 200 |
| 2.º  | Huub Duijn         | Vérandas Willems-Crelan     | 150 |
| 3.º  | Frederik Frison    | Lotto Soudal                | 125 |
| 4.º  | Aimé De Gendt      | Sport Vlaanderen-Baloise    | 100 |
| 5.º  | Ruben Guerreiro    | Trek-Segafredo              | 85  |
| 6.º  | Timothy Dupont     | Wanty-Groupe Gobert         | 70  |
| 7.º  | Lorrenzo Manzin    | Vital Concept               | 60  |
| 8.º  | Jasper Philipsen   | Hagens Berman Axeon         | 50  |
| 9.º  | Rui Oliveira       | Hagens Berman Axeon         | 40  |
| 10.º | August Jensen      | Israel Cycling Academy      | 35  |